# Animal Crossing: Amiibo Festival
Az Animal Crossing: Amiibo Festival (どうぶつの森 amiiboフェスティバル; Hepburn: Dōbutsu no Mori: Amiibo Fesutibaru, ’Állatok erdeje: Amiibo-fesztivál’) parti-videójáték, az Animal Crossing sorozat spin-offja, melyet a Nintendo EPD és az Nd Cube fejlesztett és a Nintendo jelentetett meg 2015 novemberében Wii U-ra.

## Játékmenet
Az Amiibo Festival a Mario Party sorozathoz hasonló virtuális táblajáték. A játszható Animal Crossing-szereplők között van Isabelle, K.K. Slider, Tom Nook és Mable — a sorozat nyolc olyan szereplője közül négy, melyekről Amiibo-figurákat mintáztak. A játék az Animal Crossing: Happy Home Designerrel bevezetett Amiibo-kártyákat is támogatja, és a játékhoz általánosságban szükségesek az Amiibo-figurák.

## Fejlesztés
Kjogoku Aja rendező szerint a játék az első Animal Crossing Amiibo-figura létrehozásának eszközeként született meg: „Őszintén szólva csak Animal Crossing-Amiibót akartunk. Azt akartuk, hogy a cég Animal Crossing-Amiibót készítsen, ezért alkottunk meg egy olyan játékot, mely támogatja ezeket.”
A játékot 2015 júniusában a Nintendo Electronic Entertainment Expo-sajtótájékoztatóján mutatták be, 2015 negyedik negyedévi, ünnepi időszak alatti megjelenési dátummal, melyet később novemberben határoztak meg. Kjogoku megkülönbözteti a játékot a Mario Partytól, szerinte az utóbbi inkább a minijátékokra összpontosít, míg az Amiibo Festival inkább magára a táblajátékra. A játék a Nintendo Amiibo-protokollját használja a szereplők játékba való beviteléhez, a játékkal egy időben nyolc különböző Amiibo-figura is megjelent. A szereplőknek mind eltérő jellemvonásai vannak, köztük a Happy Home Designerben megtervezett házukkal.
Az Animal Crossing: Amiibo Festival kizárólag fizikai formátumban jelent meg, egyetlen régióban sem érhető el a Nintendo eShop kínálatában.

## Fogadtatás
| Összegzőoldal | Értékelés |
| ------------- | --------- |
| Metacritic    | 46/100    |

| Szerző                | Értékelés |
| --------------------- | --------- |
| Famicú                | 32/40     |
| IGN                   | 5/10      |
| Nintendo World Report | 4,5/10    |

A Metacritic kritikaösszegző oldal adatai szerint az Animal Crossing: Amiibo Festival „általánosságban kedvezőtlen” kritikai fogadtatásban részesült. Az IGN írója 5/10-es pontszámra értékelte a játékot, hozzáfűzve, hogy az Amiibo-integráció „nehézkes” és „nehéz vele játszani”, illetve, hogy a játékmenet unalmas és lassú — játék közben ténylegesen el is aludt. A játékot „kétségkívül bűbájosként” dicsérte, mely pihentető és a barátokkal a legjobb játszani. A Nintendo World Report 4,5/10-es pontszámot adott a játékra, kiemelve az „unalmas, repetitív játékmenetet” és azt, hogy „bármi jó elérése egy órába telik”. A GamesBeat tesztelője 3,3/10-es pontszámmal díjazta a játékot, mely szerinte „kirívó kísérlet még több Amiibo vásárlásának ösztönzésére, de még ebben sem igazán jó.” Nem az összes kritika volt ennyire negatív: a Famicú japán szaklap 32/40-es pontszámmal jutalmazta a játékot; mind a négy tesztelő 8-as pontszámot adott rá.
A játékból megjelenésének hetében 20 303 példány kelt el Japánban, és összességben is mindössze csak 26 325 példányt adtak el belőle.